# Nhà thiết kế và chế tạo sản phẩm theo đơn đặt hàng
Nhà thiết kế và chế tạo sản phẩm theo đơn đặt hàng (thường gọi tắt là ODM, viết tắt của Original design manufacturer) là một công ty thiết kế và sản xuất một sản phẩm, theo quy định, cuối cùng được đổi thương hiệu bởi một công ty khác để bán. Các công ty như vậy cho phép công ty sở hữu hoặc cấp phép cho thương hiệu sản xuất sản phẩm (dưới dạng bổ sung hoặc duy nhất) mà không phải tham gia vào tổ chức hoặc điều hành nhà máy. Các đơn vị phát triển đã tăng kích thước trong những năm gần đây và vào năm 2015, nhiều người có quy mô để xử lý sản xuất nội bộ cho các sản phẩm được thương hiệu của công ty mua. Điều này trái ngược với một nhà sản xuất hợp đồng (CM).
Các khách hàng doanh nghiệp có thể tận dụng điều này để loại bỏ thời gian R&D và bắt đầu bán hàng càng sớm càng tốt. Một hình thức sản xuất ODM khác là sản phẩm nhãn hàng riêng (Private Label), có nghĩa là nhà sản xuất ODM thiết kế và bán thành phẩm độc quyền cho một nhà bán lẻ.
Mô hình này đặc biệt được sử dụng trong thương mại quốc tế, trong đó một công ty địa phương được sử dụng để sản xuất hàng hóa cho một công ty nước ngoài có lợi thế trong giao dịch, chẳng hạn như đầu vào lao động thấp, liên kết giao thông hoặc gần thị trường. Các công nghệ tiên tiến và/hoặc được cấp bằng sáng chế được phát triển / sở hữu bởi ODM là một nguyên nhân khác cho mô hình phân phối sản phẩm này. Các mô hình ODM cũng được sử dụng khi luật sở hữu địa phương có thể cấm người nước ngoài sở hữu trực tiếp tài sản, cho phép một công ty địa phương sản xuất cho một công ty thương hiệu - cho thị trường nội địa hoặc xuất khẩu.
Loại hình kinh doanh này là một phần của "gia công". Ví dụ: Compal Electronics sản xuất máy tính xách tay và màn hình, và hoạt động như một nhà sản xuất hàng loạt cho nhiều công ty thương hiệu, được hỗ trợ bởi chi phí lao động thấp, vận chuyển chi phí thấp và tính chất gần như hàng hóa của đầu vào vật lý (trong trường hợp của Compal, máy tính các thành phần). Tính đến năm 2011, các công ty ODM Đài Loan đã tạo ra chín mươi bốn phần trăm tất cả các máy tính xách tay.

## Sở hữu trí tuệ
Các công ty tạo ra tài sản trí tuệ của riêng họ và rất chủ động trong việc cấp bằng sáng chế cho nó. Hầu hết các bằng sáng chế của họ được nộp tại Mỹ, Trung Quốc và Đài Loan.